# Oxira torva
Oxira torva là một loài bướm đêm trong họ Noctuidae.